# Шоу Елен Деџенерес
Шоу Елен Деџенерес (енгл. The Ellen DeGeneres Show) амерички је дневни телевизијски ток-шоу чија је ауторка и водитељка Елен Деџенерес. Премијерно је приказиван од 8. септембра 2003. године. Углавном су га преносиле станице чији је власник NBC Owned Television Stations, као и Hearst Television и Tegna. Првих пет сезона снимано у студију 11 у NBC Studios-у у Бербанку. Од 6. сезоне па надаље, снимање је премештено у позорницу 1 у Warner Bros.-у. Почевши од шесте сезоне, Шоу Елен Деџенерес приказиван је у високој резолуцији.
Од 2021. године добио је 171 номинацију за награду Дневни Еми, а освојио их је 61. Такође је освојио 17 Награда по избору публике. Деџенересова је 21. маја 2019. објавила да је обновила уговор на још три године, продуживши емисију до 2022. године. Осамнаеста сезона је премијерно приказивана од 21. септембра 2020. године. Деџенересова је 12. маја 2021. објавила да ће деветнаеста сезона бити финална. Премијерно је приказивана од 13. септембра 2021. године. Финална епизода емитована је у четвртак, 26. маја 2022, као што је претходно најављено.

## Епизоде
Током емисије, 3.280 епизода приказано је у деветнаест сезона, између 8. септембра 2003. и 26. маја 2022. године.
| Сезона | Сезона | Епизоде     | Епизоде     | Оригинално емитовање | Оригинално емитовање |
| Сезона | Сезона | Епизоде     | Епизоде     | Премијера            | Финале               |
| ------ | ------ | ----------- | ----------- | -------------------- | -------------------- |
|        | 1.     | 166         | 166         | 8. септембар 2003.   | 28. мај 2004.        |
|        | 2.     | 180         | 180         | 6. септембар 2004.   | 10. јун 2005.        |
|        | 3.     | 170         | 170         | 5. септембар 2005.   | 2. јун 2006.         |
|        | 4.     | 171         | 171         | 4. септембар 2006.   | 30. мај 2007.        |
|        | 5.     | 150         | 150         | 4. септембар 2007.   | 1. мај 2008.         |
|        | 6.     | 172         | 172         | 8. септембар 2008.   | 5. јун 2009.         |
|        | 7.     | 173         | 173         | 7. септембар 2009.   | 28. мај 2010.        |
|        | 8.     | 171         | 171         | 13. септембар 2010.  | 1. јун 2011.         |
|        | 9.     | 171         | 171         | 12. септембар 2011.  | 30. мај 2012.        |
|        | 10.    | 168 + 2 сп. | 168 + 2 сп. | 10. септембар 2012.  | 13. јун 2013.        |
|        | 11.    | 168 + 2 сп. | 168 + 2 сп. | 9. септембар 2013.   | 3. јун 2014.         |
|        | 12.    | 170 + 4 сп. | 170 + 4 сп. | 8. септембар 2014.   | 12. јун 2015.        |
|        | 13.    | 177         | 177         | 8. септембар 2015.   | 17. јун 2016.        |
|        | 14.    | 171 + 3 сп. | 171 + 3 сп. | 6. септембар 2016.   | 9. јун 2017.         |
|        | 15.    | 177 + 8 сп. | 177 + 8 сп. | 5. септембар 2017.   | 31. август 2018.     |
|        | 16.    | 189         | 189         | 4. септембар 2018.   | 28. јун 2019.        |
|        | 17.    | 188         | 188         | 6. септембар 2019.   | 9. јул 2020.         |
|        | 18.    | 185         | 185         | 21. септембар 2020.  | 9. јул 2021.         |
|        | 19.    | 177         | 177         | 13. септембар 2021.  | 26. мај 2022.        |

## Друштвени медији
Емисија је активна на бројним платформама друштвених медија, укључујући Twitter, где Деџенересова има преко 70 милиона пратилаца, Instagram, Facebook, Snapchat, TikTok и остале. YouTube канал емисије налази се у 50 канала са највише претплатника.

## Пријем
Емисија је доживела значајан успех и освојила је 61 награду Дневни Еми. Поред тога, како је популарност емисије расла, појавила као елемент заплета у причама неколико телевизијских серија, као што су Џои и Шест стопа под земљом.

### Гледаност
Емисија у просеку имала око 4,2+ милиона гледалаца по епизоди, према проценама дневних телевизијских емисија, што је чини веома гледаном. Обично заостаје само за емисијом Уживо с Кели и Рајаном и Др Фил. Године 2017. емисија је први пут прешла Уживо с Кели и Рајаном и заостајала само за Др Филом. Након оптужби за токсично радно место, емисија је изгубила до милион гледалаца.